# Faustverleihung 2018
Die Faustverleihung 2018, die 13. Verleihung des Deutschen Theaterpreises Der Faust, fand am 3. November im Theater Regensburg statt und wurde von Genija Rykova moderiert. Die Nominierungen wurden am 19. September 2017 bekanntgegeben, der Preis für das Lebenswerk wurde Aribert Reimann zuerkannt.
Über die Preisträger entschied erstmals eine fünfköpfige Jury, die von der Deutschen Akademie der Darstellenden Künste benannt wurde und sich aus folgenden Akademiemitgliedern zusammensetzte: Jürgen Flügge, Regina Guhl, Peter Michalzik, Barbara Mundel und Sylvana Seddig. Der Preis wurde 2018 durch das Bayerische Staatsministerium für Wissenschaft und Kunst, die Stadt Regensburg, die Kulturstiftung der Länder, die Deutsche Akademie der Darstellenden Künste und den Deutschen Bühnenverein gefördert, Kooperationspartner war der Deutsche Bühnenverein Landesverband Bayern.

## Preisträger und Nominierte
Regie Schauspiel
Þorleifur Örn Arnarsson – Die Edda – Staatsschauspiel Hannover
Jo Fabian – Onkel Wanja – Staatstheater Cottbus
Yael Ronen – Roma Armee – Maxim-Gorki-Theater Berlin
Darstellerin/Darsteller Schauspiel
Barbara Nüsse – Prospero in Der Sturm – Thalia Theater Hamburg
Katja Bürkle – Franz Moor in Die Räuber – Bayerisches Staatsschauspiel München
Wolfram Koch – Richard Herzog von Gloucester, König Richard III. in Richard III – Schauspiel Frankfurt
Regie Musiktheater
Tobias Kratzer – Götterdämmerung – Badisches Staatstheater Karlsruhe
Martin G. Berger – Faust (Margarete) – Theater und Orchester Heidelberg
Stefan Herheim – Wozzeck – Deutsche Oper am Rhein Düsseldorf Duisburg
Sängerdarstellerin/Sängerdarsteller Musiktheater
Matthias Klink – Gustav von Aschenbach in Tod in Venedig – Oper Stuttgart/Stuttgarter Ballett
Amira Elmadfa – Clorinde in Rivale – Staatsoper Berlin, unter Beteiligung des Staatstheaters Braunschweig
Dshamilja Kaiser – Penthesilea in Penthesilea – Theater Bonn
Choreografie
Sharon Eyal – Soul Chain – Staatstheater Mainz
Sidi Larbi Cherkaoui – Satyagraha – Komische Oper Berlin, in Koproduktion mit dem Theater Basel und der Opera Vlaanderen
Sasha Waltz – Kreatur – Radialsystem Berlin
Darstellerin/Darsteller Tanz
Ramon A. John – Wanderer in Eine Winterreise – Hessisches Staatsballett (Hessisches Staatstheater Wiesbaden / Staatstheater Darmstadt)
Adhonay Soares da Silva in Dances at a Gathering und in Initialen R.B.M.E. im Rahmen des Zweiteilers Begegnungen, Stuttgarter Ballett
Stephanie Troyak – Anna in Die sieben Todsünden – Tanztheater Wuppertal Pina Bausch
Regie Kinder- und Jugendtheater
Martina van Boxen – Lindbergh – Die abenteuerliche Geschichte einer fliegenden Maus – Junges Schauspielhaus Bochum
Anselm Dalferth – Wie klingt Nimmerland? – Junges Theater Münster
Anna Konjetzky – Running – Theater Heilbronn
Bühne/Kostüm
Jana Findeklee und Joki Tewes – Kostüme Wilhelm Tell – Schauspiel Köln, in Koproduktion mit dem Theater Basel
Alexandre Corazzola – Bühne/Kostüm Frühlings Erwachen – Schauburg München
Jo Schramm – Bühne Medea – Staatsschauspiel Hannover
Lebenswerk
- Aribert Reimann

Perspektivpreis
- an die bundesweite Aktion 40.000 Theatermitarbeiter*innen treffen ihre Abgeordneten